# Velarifictorus latithorax
Velarifictorus latithorax är en insektsart som först beskrevs av Lucien Chopard 1928.  Velarifictorus latithorax ingår i släktet Velarifictorus och familjen syrsor. Inga underarter finns listade i Catalogue of Life.